# Fijación funcional
La fijación funcional es un sesgo cognitivo que limita el uso de un objeto a su uso tradicional. El concepto de fijación funcional proviene de la psicología de la Gestalt, una corriente de la psicología enfocada en el procesamiento holístico. Karl Duncker definió la fijación funcional como un "bloqueo mental que impide utilizar un objeto de una manera nueva para resolver un problema". Este "bloqueo" limita la habilidad del individuo de utilizar los componentes que posee para realizar una tarea, ya que no puede desligarse del propósito original de dichos componentes. Por ejemplo, si alguien necesita un pisapapeles, pero solo tiene un martillo, sería incapaz de ver cómo el martillo podría hacer de pisapapeles. La fijación funcional es la incapacidad de ver el martillo como otra cosa que no sea una herramienta para martillar clavos: la persona solo puede pensar en utilizar el martillo de manera tradicional.
En experimentos, los niños de 5 años no muestran indicios de fijación funcional. Se plantea que esto ocurre porque a los 5 años de edad toda meta que se desee alcanzar con un objeto es equivalente a cualquier otra meta. Sin embargo, a la edad de 7 años, los niños ya consideran que los objetos tienen un propósito particular.

## Ejemplos en investigación
Los paradigmas experimentales sobre la fijación funcional generalmente se enfocan en la resolución de problemas en situaciones novedosas donde el sujeto debe utilizar un objeto conocido en un contexto desconocido. El participante puede conocer el objeto desde antes del experimento o puede haberlo conocido en alguna actividad de este.

### Problema de la vela

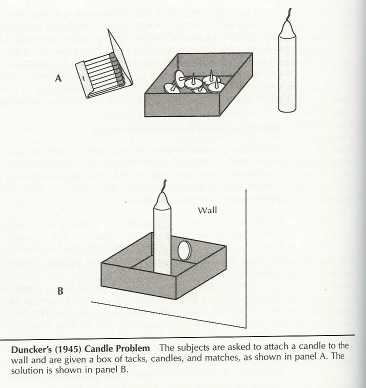
Diagrama del problema de la vela

El problema de la vela es un experimento clásico que demuestra la fijación funcional. Duncker (1945) entregó a los participantes una vela, una caja de chinches y una caja de fósforos y les pidió que adhirieran la vela a la pared y la encendieran sin que la cera cayera sobre la mesa que se encontraba debajo. Duncker observó que los participantes intentaban adherir directamente la vela a la pared con los chinches o adherirla a la pared derritiendo un poco de la cera de la vela. Muy pocos pensaron en adherir la caja a la pared con un chinche y utilizarla como contenedor para sostener la vela. Según Duncker, los participantes se quedaron "fijados" en el uso tradicional de la caja (guardar los chinches) y no la podían reconceptualizar como un elemento útil para resolver el problema. Sin embargo, cuando los chinches se presentaban fuera de la caja, se duplicó la cantidad de participantes que resolvían el problema en comparación con aquellos que recibían los chinches dentro de la caja.
De manera más reciente, Frank y Ramscar (2003) realizaron una versión escrita del problema de la vela con estudiantes de pregrado de Stanford. El primer grupo recibió las mismas instrucciones del experimento original, y solo un 23% de los estudiantes fue capaz de resolver el problema. En el segundo grupo estudiantes, las frases nominales (por ejemplo, "caja de fósforos") estaban subrayadas en las instrucciones; mientas que en el tercer grupo, todos los sustantivos (por ejemplo, "caja") estaban subrayados. En estos dos últimos grupos, un 55% y un 57% de los participantes fueron capaces de resolver el problema efectivamente. En un experimento posterior, se subrayaron todos los sustantivos excepto "caja" y se obtuvieron resultados similares. Los autores concluyeron que el rendimiento de los estudiantes estaba más vinculado a sus representaciones del término léxico "caja" que a la modificación de las instrucciones. La habilidad para superar la fijación funcional se relacionaba con una representación flexible de la palabra "caja". Esta flexibilidad permitía que los estudiantes consideraran la caja como un elemento diferenciado y útil para la resolución del problema (adherir la vela a la pared).
Adamson (1952) replicó el experimento de la caja de Duncker, pero dividió los participantes en dos grupos experimentales: de uso tradicional (preutilization) y sin uso tradicional (no preutilization). En el grupo de "uso tradicional", que recibió los materiales dentro de la caja (caja como contenedor), los participantes no tendían a darle otro uso a la caja; al contrario, en el grupo "sin uso tradicional", que recibió las cajas vacías, los participantes sí tendían a darle otros usos a la caja.

### Problema de las dos cuerdas
Abedul y Rabinowitz (1951) adaptaron el problema de las dos cuerdas de Norman Maier (1930, 1931), donde los participantes deben amarrar dos cuerdas que se encuentran suspendidas desde el techo, pero que están muy lejos para unirse fácilmente. Además de las cuerdas, los participantes solo tienen dos objetos pesados en la habitación. La solución era atar uno de los objetos pesados a una cuerda, balancear dicha cuerda como un péndulo, sostener la otra cuerda, atrapar el objeto que se balancea y, finalmente, amarrar ambas cuerdas. En el experimento de Abedul y Rabinowitz, los participantes se dividieron en tres grupos: Grupo R, que realizó una actividad previa de completar un circuito eléctrico mediante un relé; Grupo S, que completó el circuito con un switch; y el Grupo C, grupo de control que no realizó la actividad previa. Los participantes del Grupo R tendieron a utilizar el switch como peso, mientras el Grupo S utilizó el relé como peso. Ambos grupos no utilizaron el objeto asignado en la prueba anterior, ya que tenía un uso específico y la fijación funcional impidió que le dieran un uso diferente.

### La anécdota del barómetro
La anécdota del barómetro es un ejemplo de un diseño incorrecto de pregunta que demuestra una fijación funcional y que causa un dilema moral para el examinador. En la versión clásica, popularizada por el profesor de diseño de pruebas estadounidense Alexander Calandra (1911–2006), se le pregunta al estudiante "¿cómo se puede determinar la altura de un edificio alto con la ayuda barómetro?" El examinador estaba seguro de que había solo una respuesta correcta. Sin embargo, al contrario de las expectativas del examinador, el estudiante entregó un conjunto de respuestas completamente diferentes. La respuesta esperada era "la altura del edificio se puede estimar mediante la diferencia entre las lecturas del barómetro en la parte más baja y más alta del edificio"; sin embargo, el estudiante entregó otra respuesta que también es correcta: "lleve el barómetro a la parte más alta del edificio. Amárrelo con una cuerda larga y baje el barómetro hasta la calle, luego súbalo y vaya midiendo la extensión de la cuerda. El largo de la cuerda es la altura del edificio". Esta respuestas también era correcta, pero no demostraba la competencia del estudiante en el área académica específica que se estaba evaluando.
Calandra presentó esta anécdota como si se tratara de una experiencia real en primera persona que había ocurrió durante la crisis del Sputnik. El ensayo de Calandra, "Ángeles en un alfiler", se publicó en 1959 en la revista Pride de la American College Public Relations Association, se republicó en Current Science en 1964, se volvió a publicar en Saturday Review en 1968 y se incluyó en la edición de 1969 de "La enseñanza de las ciencias y las matemáticas elementales" de Calandra. En el mismo año (1969), el ensayo de Calandra se transformó en un tema de una discusión académica. Desde entonces, se ha mencionado frecuentemente el ensayo en diversas publicaciones que van desde libros sobre educación, habilidades de redacción, consultorías laborales e inversiones en bienes raíces  hasta textos de la industria química, programación informática y diseño de circuitos integrados.

## Pertinencia conceptual actual

### ¿La fijación funcional es universal?
Los investigadores han estudiado si la cultura interviene en la fijación funcional.
Un estudio reciente arrojó evidencia preliminar que apoya la universalidad de la fijación funcional. El propósito del estudio era medir si los individuos de sociedades no industrializadas, especialmente con una baja exposición a herramientas de última tecnología, presentaban fijación funcional. Este estudio se llevó a cabo en el pueblo indígena shuar (cazadores-horticultores de la región amazónica de Ecuador) y con un grupo de control que pertenecía a una cultura industrial. 
La comunidad shuar solo conocía una cantidad limitada de herramientas industrializadas, tales como machetes, hachas, cacerolas, clavos, escopetas y anzuelos, todas consideradas como "tecnología básica" (low-tech). En los participantes del estudio se evaluaron dos actividades: la actividad de la caja, donde los participantes debían construir una torre con una cantidad limitada de materiales para reunir a dos personajes de una historia ficticia; y la actividad de la cuchara, donde los participantes también debían resolver el problema de una historia ficticia basada en que un conejo debía cruzar un río (la situación del entorno se representó con materiales), aquí recibieron diversos materiales, incluyendo una cuchara. En la actividad de la caja, los participantes demoraron un poco más en seleccionar los materiales que aquellos del grupo de control, pero no se observó una diferencia de tiempo en la resolución del problema. En la actividad de la cuchara, los participantes demoraron más tiempo en la selección y en la realización de la actividad. Los resultados mostraron que los individuos de culturas no industrializadas ("culturas tecnológicamente dispersas") eran propensos a la fijación funcional. Utilizaron las herramientas con mayor rapidez y sin dudar cuando la funcionalidad se les había explicado previamente. Esto ocurrió a pesar de que los participantes estaban menos expuestos a herramientas industrializados y que las pocas que ellos utilizaban tenían múltiples funcionalidades sin importar el diseño.

### "Siguiendo el camino incorrecto: efectos de fijación de ejemplos ilustrados en el diseño de tareas de resolución de problemas"
Los investigadores examinaron mediante dos experimentos "si la inclusión de ejemplos con elementos inadecuados, además de las instrucciones de un problema de diseño, produciría efectos de fijación en estudiantes que no conocían tareas de diseño". Ellos examinaron la inclusión de ejemplos de elementos inapropiados describiendo explícitamente aspectos problemáticos de un problema presentado a los estudiantes mediante diseños de ejemplo. Examinaron a participantes inexpertos bajo otras condiciones del problema: con una instrucción estándar, una de fijación (con inclusión de un diseño problemático) y una de no fijación (inclusión de un diseño problemático y de métodos útiles). Los investigadores pudieron corroborar sus hipótesis, ya que identificaron que a) los ejemplos de diseño problemáticos producen efectos de fijación significativos y b) los efectos de fijación disminuyen cuando se utilizan instrucciones de no fijación.
En "el problema de la taza de café desechable a prueba de derrames", adaptado de Janson y Smith (1991), se solicitó a los participantes que concibieran tantos diseños como fuera posible de una taza de café económica, desechable y a prueba de derrames. Bajo la condición estándar, los participantes solo recibieron las instrucciones; bajo la condición de fijación, los participantes recibieron las instrucciones, un diseño y los posibles problemas que podrían enfrentar; finalmente, bajo la condición de no fijación, los participantes recibieron la misma información que en las otras condiciones, pero además se les entregaron sugerencias de elementos de diseño que debían evitar. Los otros dos problemas incluían la construcción de un estacionamiento para bicicletas y el diseño de un contenedor de queso crema.

## Técnicas para evitar la fijación funcional

### Enfrentar la fijación funcional en clases de ciencia mediante la transferencia analógica
Basándose en el supuesto de que los estudiantes presentan una fijación funcional, un estudio sobre la transferencia analógica en clases de ciencia proporcionó datos significativos para formular una técnica que permita enfrentar la fijación funcional. De acuerdo a los hallazgos, los estudiantes muestran una transferencia positiva (rendimiento) en la solución de problemas después de recibir analogías con cierta estructura y formato. Este estudio expandió los experimentos de Duncker (1945) y trató de demostrar que cuando los estudiantes "recibían un problema en forma de analogía, en vez de una historia, orientaban la tarea de resolución de problemas y facilitaban una transferencia positiva.
Un total de 266 estudiantes de primer año de secundaria participaron en el estudio en la clase de ciencias. En este estudio se empleó un diseño experimental de 2×2 donde las condiciones fueron:" "contextos de tarea" (tipo y formato) contra "conocimiento previo" (específico contra general). Los estudiantes se clasificaron en cinco grupos diferentes: cuatro de acuerdo a su conocimiento científico previo (desde específico a general) y el quinto se utilizó como grupo de control (sin presentación analógica). Los cuatro grupos diferentes se clasificaron en condiciones "de tipo analógico y formato analógico", tipos estructurales o de superficie y formatos de problema o superficie.
Se identificaron hallazgos no concluyentes para la transferencia analógica positiva basada en el conocimiento previo; sin embargo, los grupos efectivamente demostraron variabilidad. El formato de problema y el tipo estructural de presentación analógica mostraron la mayor transferencia positiva de resolución de problemas. Los investigadores plantearon que una analogía bien pensada y planificada (adecuada tanto en formato como tipo para la tarea de resolución de problemas) puede ser útil para que los estudiantes superen la fijación funcional. Los hallazgos de este estudio no solo entregaron nuevas evidencias sobre el funcionamiento de la mente humana, sino que además entregaron importantes herramientas para la educación y los posibles cambios que los profesores pueden realizar como apoyo para la planificación de clases.